# 55381 Lautakwah
55381 Lautakwah este o planetă minoră (asteroid), cu un diametru de 8,355 km, din Outer Main Belt⁠(d). A fost descoperită pe 25 septembrie 2001 la Observatorul Desert Eagle de William Kwong Yu Yeung. 
Obiectul prezintă o orbită caracterizată de o semiaxă mare de 3,2387041390495 UAi, o excentricitate de 0,1, o înclinație de 6,3891488383117 ° în raport cu ecliptica.